# Rocky IV
Rocky IV (prt: Rocky IV; bra: Rocky 4) é um filme americano de 1985 com direção, roteiro e atuação de Sylvester Stallone. É o quarto filme da série Rocky.

## Elenco principal
- Sylvester Stallone como Rocky Balboa
- Talia Shire como Adrian Balboa
- Burt Young como Paulie Penninno
- Carl Weathers como Apollo Creed
- Brigitte Nielsen como Ludmilla V. Drago
- Tony Burton como Tony "Duke" Evers
- Dolph Lundgren como Ivan Drago

## Recepção da crítica
No site agregador de críticas Rotten Tomatoes, 40% das 52 resenhas dos críticos são positivas, com uma classificação média de 5,1/10. O consenso do site diz: "Rocky IV infla a ação a alturas absurdas, mas no final das contas soa vazia graças a uma história que atinge as mesmas batidas básicas das três primeiras entradas da franquia." O Metacritic, que usa uma média ponderada, atribuiu ao filme uma pontuação de 40 em 100, baseado em 13 críticos, indicando críticas "mistas ou médias".

## Prêmios e indicações
O filme recebeu cinco Framboesa de Ouro, incluindo para Pior Ator (Sylvester Stallone, junto de Rambo: First Blood Part II), Pior Diretor (Stallone), Pior Atriz Coadjuvante (Brigitte Nielsen), Pior Revelação (Nielsen, junto de Red Sonja) e Pior Trilha Sonora. Também foi indicado a Pior Filme, Pior Atriz Coadjuvante (Talia Shire), Pior Ator Coadjuvante (Burt Young) e Pior Roteiro.